# Sasktel Centre
Sasktel Centre, tidigare känd som Saskatchewan Place och Credit Union Centre, är en arena i Saskatoon, i provinsen Saskatchewan i centrala Kanada.
Arenan invigdes 9 februari 1988 med en publikkapacitet på 7 800. Inför Juniorvärldsmästerskapet i ishockey 1991 byggdes arenan om för att kunna rymma 11 300 åskådare vid ishockeymatcher och 13 000 vid konserter. Arenan fungerar som hemmaarena för laget Saskatoon Blades i WHL.
Sasktel Centre har varit värd för många stora uppträdanden och har också varit skådeplatsen för många nationella och internationella evenemang. Under 2005 hölls här huvudkonserten under firandet av 100-årsjubileet av provinsen Saskatchewan. Deltog i firandet gjorde bland annat Drottningen av Kanada, Elizabeth II, och Prins Philip, hertig av Edinburgh.
September 2008 meddelades att ytterligare 2 981 platser skulle byggas till, vilket skulle öka det totala antalet sittplatser till 14 311. Till detta tillkommer de tusen temporära sittplatser som läggs till för JVM 2010.

## Större evenemang
Stora konserter och shower har hållits på Credit Union Centre under de senaste fem åren, däribland Kiss, Celine Dion, Mötley Crüe, Elton John, Metallica, Shania Twain, Tool, Nickelback, Foo Fighters, Green Day, Velvet Revolver, Red Hot Chili Peppers, Ozzy Osbourne, Billy Talent, Rod Stewart, AC/DC, The Smashing Pumpkins, Sting/Annie Lennox, Britney Spears, Avril Lavigne, Hilary Duff, Beyonce, John Mellencamp, Cirque du Soleil, Van Halen, Keith Urban, Blue Man Group, Eagles och Fleetwood Mac
Den 10 november 2009 spelade Kiss på arenan under sin turné the Sonic Boom Tour.
Guns N' Roses har konsert under 2010 med start den 19 januari under sin turné Chinese Democracy World Tour.

## Publikrekord
- Det största publikantalet för en hockeymatch i arenan uppnåddes den 20 september 2009 under en träningsmatch inför NHL-starten mellan Edmonton Oilers och New York Islanders.

- Publikrekordet för en konsert uppnåddes den 14 augusti 1996 på Garth Brooks turnéavslutning.